# White Rock (rivière)
Pour les articles homonymes, voir White Rock.
La rivière White Rock (anglais : White Rock River) est un cours d’eau de la région du sud de Canterbury dans l’Île du Sud de la Nouvelle-Zélande.

## Géographie
Elle prend naissance au sud du «Mount Nimrod/Kaumira», haut de 1 525 m qui situé dans la chaîne de « Hunter Hills » et elle s’écoule vers le nord-est puis vers le nord pour rejoint la rivière Pareora.
Les « white rocks » sont des falaises avec de nombreuses couches de roches, qui sont souvent utilisées par les scientifiques et les étudiants des écoles pour l’enseignement de la géologie.